# Садл Бјут (Монтана)
Садл Бјут (енгл. Saddle Butte) насељено је место без административног статуса у америчкој савезној држави Монтана.

## Демографија
По попису из 2010. године број становника је 128, што је 10 (-7,2%) становника мање него 2000. године.
| Група             | 2000.       | 2010.       |
| Белци             | 129 (93,5%) | 121 (94,5%) |
| Афроамериканци    | 0 (0,0%)    | 0 (0,0%)    |
| Азијати           | 1 (0,7%)    | 0 (0,0%)    |
| Хиспаноамериканци | 7 (5,1%)    | 6 (4,7%)    |
| Укупно            | 138         | 128         |